# Курода, Сигэнори
Сигэнори Курода (яп. 黒田重徳; 25 октября 1887 — 30 апреля 1954) — японский генерал времён Второй мировой войны, военный губернатор Филиппин с 1943 по 1944 год.

## Биография
Сигэнори Курода был родом из префектуры Фукуока. В 1909 году закончил Рикугун сикан гакко, в 1916 — Рикугун дайгакко. В годы Первой мировой войны был военным наблюдателем в Европе, в 1922 году был назначен военным атташе в Великобританию. В 1924 году вернулся в Японию.
В 1928 году стал командиром 57-го пехотного полка, в 1932 — 59-го пехотного полка. В 1935—1937 годах служил военным атташе в Индии. В 1938 году стал командиром 4-й отдельной бригады, в 1939 — командиром 26-й дивизии, участвовал в битве за Уюань. В 1941 году стал заместителем главного инспектора боевой подготовки. С июля 1942 года стал начальником штаба Южной группы армий, в октябре 1943 года стал командующим 14-й армией на Филиппинах, впоследствии переименованной в 14-й фронт. В сентябре 1944 года Курода был заменён на Томоюки Ямаситу, так как оказался слабым командиром, который проводил время, играя в гольф, вместо того чтобы заниматься укреплением обороноспособности архипелага. В 1946 году Курода был арестован за военные преступления, а в 1949 году приговорён к пожизненному заключению. Был освобождён в 1952 году и скончался вскоре после выхода на свободу.